# Дом учёных (Киев)
Дом учёных — культурно-просветительское учреждение научной общественности города Киева.

## История
Основан в 1927 году (позже, чем Дом учёных в Одессе), Первоначально разместился в бывшем Клубе актёра, на углу улиц Пушкинской и Прорезной (Свердлова). С ноября 1943 года находился на улице Карла Либкнехта (ныне — Шелковичная).
В 1944 году, по возвращении учреждений Академия наук УССР из эвакуации в Киев, встал вопрос и о возрождении киевского Дома учёных. Прежнее здание было разрушено, и Н. Палладина — жена вице-президента Академии наук УССР А. В. Палладина — обратилась к Н. С. Хрущёву (в то время председателю Совнаркома УССР), с которым была знакома лично. Под Дом учёных выделили старинный двухэтажный дом № 45 по ул. Владимирской, где с февраля 1945 года Дом учёных возобновил свою работу.
Предоставленное здание было построено в 1892 году по проекту известного киевского архитектора А. Хойнацкого для предпринимателя Василия Степановича Качалы. Особняк был с каретной частью, большим залом для балов и изначально предназначался для сдачи в аренду состоятельным киевлянам.
В советское время работали секции авиации и космонавтики, университеты природы, здоровья и правовых знаний, художественная студия. В 1933 году была создана горная секция, ставшая организационным и методическим центром альпинистских и туристских групп, кружков в научных учреждениях города.

## Секции
- Клуб академиков им. Н. Н. Амосова
- Человек и экология, руководитель – к.ф.-м.н. В.А.Цибко
- Научный семинар «Соционика», руководитель — директор Международного ин-та соционики, доктор философии А. В. Букалов
- Семинар «Методология научного познания» Т.В. Гардашук
- Заседание Киевского отделения Украинского Биофизического общества, руководитель — д.ф.-м.н. С.Н.Волков
- Клуб «Вселенная, пространство, время», руководитель — С.П. Гордиенко (гл. ред. журнала “Вселенная, пространство, время”)
- Вокально-оперная студия, руководитель — Криворучко С. М.
- Театральная студия (театр) «В Белой гостиной», художественный руководитель и режиссёр — О.В. Иваницкий
- Академическая хоровая капелла, руководитель — заслуженный артист Украины Струць П. П.
- Ансамбль старинной музыки «Silva Rerum», руководитель — Т. А. Трегуб
- Клуб туристів, руководитель к.т.н. К.А.Колесниченко